# سلمى (فلم كرتوني)
سلمى أول فيلم رسوم متحركة يمني من إنتاج اتحاد نساء اليمن وقصة رمزية عباس الارياني رئيسة اتحاد نساء اليمن وإخراج تهامي محمود تهامي ومحمد غزالة وإخراج فني د.إبراهيم غزالة وتنسيق مازن شجاع الدين.
انتج الفيلم عام 2006 ومدته 22 دقيقة والفيلم منفذ بتقنية الرسوم ثنائية وثلاثية الأبعاد ونفذ في القاهرة في استوديو أخناتون للرسوم المتحركة.